# Adelshofen (powiat Ansbach)
Adelshofen – miejscowość i gmina w Niemczech, w kraju związkowym Bawaria, w rejencji Środkowa Frankonia, w regionie Westmittelfranken, w powiecie Ansbach, wchodzi w skład wspólnoty administracyjnej Rothenburg ob der Tauber. Leży około 33 km na północny zachód od Ansbachu.

## Dzielnice
W skład gminy wchodzą następujące dzielnice: Adelshofen, Großharbach, Neustett, Tauberscheckenbach, Tauberzell.

### Demografia
| Rok  | Liczba mieszk. |
| ---- | -------------- |
| 1970 | 1 180          |
| 1987 | 980            |
| 2000 | 964            |

## Oświata
(na 1999)

W gminie znajduje się 49 miejsc przedszkolnych (43 dzieci).